# 保井俊一郎
保井 俊一郎（やすい しゅんいちろう、1974年5月16日 - ）は、日本の重量挙げ選手。パワーリフティング選手。

## 来歴・人物
国籍日本。神奈川県横浜市出身。血液型はA型。
私立高輪商業高等学校卒業後、早稲田大学人間科学部に進学。卒業後は早稲田大学大学院で健康科学専攻。健康科学修士。専門は【身体形態学】。
修士在学中に青稜中学・高等学校非常勤講師。自由ヶ丘学園高等学校非常勤講師。その後は都立高等学校各所で非常勤講師。
2018年3月まで東京都大田区ウエイトリフティング協会理事長。
2000年11月 - 2003年 6月： 社団法人大学体育連合　専門委員（ホームページ委員会）
2003年 4月 - 2014年 3月： 慶應義塾大学体育会重量挙部特別コーチ。
2014年 4月 - 2016年 3月：多摩大学グローバルスタディーズ学部非常勤講師　
2017年 - 日本ウエイトリフティング協会マスターズ委員
2019年 2月 IWF MASTERS（現International Masters Weightlifting Association）よりJapan Weightlifting Masters Chairmanに任命。（マスターズ委員会委員長と事務局長の２人で業務を担当）
2021年 日本ウェイトリフティング協会マスターズ委員会副委員長に任命。
現在、上記のChairmanおよび日本ウエイトリフティング協会マスターズ事務局長および東京都立学校の非常勤時間講師。

## 人物
幼少時から父親に東京六大学野球リーグ戦を見にたびたび神宮球場連れて行かれ、父親の出身校である明治大学野球部を応援することになる。当時の明治大学野球部監督は島岡吉郎。スタンドで応援する姿が島岡監督の目に止まり、その後数年間島岡が亡くなるまでマスコット的な存在であった。
保井は小学生当時、明治大学にとどまらず各大学の主力選手にも試合以外では親しく接してもらうことなり、各大学のスポーツ紙のインタビュー記事が掲載。後に早稲田大学に進学しウエイトリフティングの競技結果よりも先に明大スポーツに掲載されている。
　早稲田大学時代はウエイトリフティング部に所属。人間科学部では元プロ野球選手の三澤興一と3年間同じゼミで学んだ。
また大学・大学院では陸上競技元オリンピック選手・現指導者の土江寛裕らと同期で学んだ。
　ウエイトリフティング・パワーリフティングと両方の競技で「全日本」の冠がつく大会において優勝をしている数少ない選手である。両競技ともバーベルをつかう種目ではあるが、バーベルの太さも違う上、両競技の競技特性が全く違う種目なので珍しいといえる。

## 主な競技歴
ウエイトリフティング
- 1992年 - 第47回国民体育大会　ウエイトリフティング競技　第4位　（少年の部　60kg以下級）
- 1993年 - 第39回全日本大学対抗ウエイトリフティング選手権大会II部　第2位　（59kg以下級）
- 1994年 - 第22回東日本大学対抗ウエイトリフティング選手権大会　第4位　（64kg以下級）
- 1994年 - 第15回全日本ジュニアウエイトリフティング選手権大会　第9位　（64kg以下級）
- 1995年 - 第19回東日本大学ウエイトリフティング個人選手権大会　第4位　（59kg以下級）
- 1996年 - 第24回東日本大学対抗ウエイトリフティング選手権大会　第7位　（64kg以下級）
- 2002年 - 第39回内閣総理大臣杯　全日本社会人ウエイトリフティング選手権大会　第7位　（62kg以下級）
- 2012年 - 第30回全日本マスターズウエイトリフティング選手権大会　優勝（マスターズM35クラス　77kg以下級）[1]
- 2013年 - 第31回全日本マスターズウエイトリフティング選手権大会　優勝（マスターズM35クラス　77kg以下級）
- 2014年 - 第32回全日本マスターズウエイトリフティング選手権大会　第3位（マスターズM40クラス　77kg以下級）[2]
- 2014年 - 世界マスターズウエイトリフティング選手権大会　6位入賞（マスターズM40クラス 77kg以下級）[3]
- 2015年 - 第33回全日本マスターズウエイトリフティング選手権大会　第2位（マスターズM40クラス　85kg以下級）
- 2015年 - 2015 IWF マスターズワールドカップ  第3位入賞（マスターズM40クラス 85kg以下級）
- 2016年 - 2016 マスターズワールドカップ 優勝（マスターズM40クラス 85kg以下級）[4]
- 2017年 - 2017ワールドマスターズゲームズ（兼世界マスターズウエイトリフティング選手権） 第3位入賞（マスターズM40クラス 77kg以下級）
- 2018年 - 世界マスターズウエイトリフティング選手権 第9位（マスターズM40クラス 77kg以下級）
- 2019年 - シンガポールナショナルオープン 優勝（マスターズM45クラス 89kg以下級）
- 2019年 - 2019 マスターズワールドカップ 第2位（マスターズM45クラス 89kg以下級）

パワーリフティング
- 2002年 - 第16回全日本教職員パワーリフティング選手権大会　優勝（67.5kg以下級）[5]
- 2005年 - 第19回全日本教職員パワーリフティング選手権大会　優勝（67.5kg以下級）[6]
- 2012年 - 第26回全日本教職員パワーリフティング選手権大会　優勝（83kg以下級）[7]
- 2013年 - 第27回全日本教職員パワーリフティング選手権大会　優勝（83kg以下級）[8]
- 2018年 - 第32回全日本教職員パワーリフティング 選手権大会　優勝（93kg以下級）